# Obsidian (DC Comics)
Obsidian, il cui vero nome è Todd James Rice, è un personaggio dei fumetti creato da Roy Thomas e Jerry Ordway, pubblicato dalla DC Comics. La sua prima apparizione è in All-Star Squadron n. 25 (settembre 1985).

## Biografia del personaggio
Obsidian è il figlio biologico di Alan Scott e Rose Canton, rispettivamente la Lanterna Verde della Golden Age e la super criminale Thorn. Todd fu cresciuto in una casa adottiva abusiva in Milwaukee, nel Wisconsin. Durante l'adolescenza scoprì di avere una sorella gemella, Jennifer-Lynn Hayden, alias Jade. Si incontrarono, scoprirono di avere entrambi dei superpoteri e, operando sotto la presupposizione che Lanterna Verde fosse loro padre (cosa che non sapevano per certo, ma che poi si rivelò esatta), decisero di seguirne le orme.
Come Obsidian e Jade, furono membri fondatori della Infinity, Inc., un gruppo composto principalmente di ragazzini, nipoti, e protetti dei membri della Justice Society of America. Il gruppo comparve nel fumetto Infinity, Inc.. Obsidian servì anche nella Justice League in una base spaziale, dove ebbe diverse avventure, tra le quali aiutare la League a vedersela con dozzine di alieni che erano gli ultimi membri della loro specie. Durante il suo mandato con la League, finì sotto terapia. Per qualche tempo, dovette fare i conti con gravi lesioni alla sua forma ombrosa.
Obsidian sembrò aver ereditato da sua madre una predisposizione per le malattie mentali. Corrotto da Ian Karkull, Obsidian divenne malvagio, utilizzando i suoi poteri ombra per rubare tutte le ombre di un'intera città, e quindi spargere le tenebre su tutto il mondo. Suo padre, con l'aiuto degli altri membri della JSA, riuscì a batterlo. Obsidian si ritirò nel Mondo delle Ombre, un altro piano dimensionale da cui derivano i suoi poteri. Più tardi, si allea con i criminali mistici Eclipso e Mordru per cercare vendetta (senza riuscirci) su Lanterna Verde e la JSA. Dopo la sua sconfitta, Obsidian fu curato dal suo squilibrio mentale.
Dopo essere stato curato, Obsidian si ritira. Fu durante questo periodo che Todd uscì e si dichiarò gay. Incontrò e si innamorò di Damon Matthews, un assistente procuratore distrettuale che lavorava con Kate Spencer, la vigilante conosciuta come Manhunter. I poteri di Todd erano dormienti per la maggior parte di quel tempo, ma ritornarono, seguendo la morte dei sua sorella Jade durante Crisi infinita. Da lì in poi ritornò ad essere un supereroe e sta ancora felicemente con Damon.
Obsidian compare durante 52. Guardando una parata del Giorno del Ringraziamento, vede avvicinarsi il team "Everyman" di Lex Luthor. Furibondo dal fatto che uno dei membri si chiamava "Jade", si confrontò col gruppo con ferocia, ferendo alcune persone nel frattempo. Gli eroi di Everyman portarono al sicuro la folla e Obsidian fu fermato prima che potesse commettere qualcosa di drastico.
Prima di Justice Society of America (terza serie) n. 1, Obsidian si unisce al gruppo. Divenne il guardiano del loro quartier generale a New York.

## Poteri e abilità
- A differenza di sua sorella Jade, i cui poteri sono come quelli del padre, Obsidian possiede vari poteri basati sull'ombra a causa dell'esposizione di suo padre all'energia dell'Ombra dopo uno scontro con Ian Karkull. Obsidian è connesso alla Terra dell'Ombra, una dimensione primordiale, un'oscurità semi-senziente. Con la volontà, Obsidian può fondersi con la propria ombra e rubare quella degli altri. Nella sua forma ombrosa, è più forte di quando è in forma umana, può passare attraverso gli oggetti solidi e può volare. Dopo essere stato corrotto dalle Terre dell'Ombra, Obsidian fu capace di controllare i poteri della sua ombra al punto di poter cambiare forma fino a raggiungere dimensioni gigantesche o di creare oggetti dall'ombra, in un certo senso all stesso modo in cui suo padre e sua sorella creano oggetti dall'anello del potere.
- Obsidian possiede anche una limitata abilità telepatica e può forzare una persona a vedere il lato oscuro della propria anima, cosa che porta alla pazzia chi vi viene sottoposto.
- Durante Crisi sulle Terre infinite, Obsidian impara che nella sua forma ombrosa è più resistente a piccole quantità di antimateria, per esempio la quantità di antimateria di cui è fatto un demone. Infatti nella sua forma ombrosa i demoni dell'ombra non possono batterlo, mentre lui può sconfiggerli.

## Sessualità
Ha avuto una relazione di breve durata con Marcie Cooper, la terza Harlequin, poco prima dello scioglimento della Infinity, Inc. Più tardi fu mostrata una confusione sessuale durante il suo mandato nella Justice League, quando disse al suo amico Nuklon che le uniche due persone che egli avrebbe mai potuto amare erano sua sorella e lui. Quando Nuklon gli chiese se fosse gay, Obsidian non diede una risposta, piuttosto chiese «Perché devono esserci delle etichette?». Dopo il pentimento di Obsidian, il disegnatore della JSA, Steven Sadowsky, affermò che si avrebbe avuto a che fare con la sessualità di Todd non appena avrebbe fatto ritorno su quel fumetto.
Todd comparve in Manhunter n. 18 dove si baciò con Damon Matthews, un personaggio omosessuale ricorrente e ne parlò in modo amorevole, confermando il suo orientamento sessuale. Marc Andreyko, lo scrittore di Manhunter, entrò nel dettaglio quando selezionò Obsidian come amante di Damon affermando che:
«Non volevo creare un personaggio gay a meno che non risultasse naturale. Dunque la lista era molto corta. Mi ricordai allora di quando Obsidian era nella JLA anni prima e Gerard Jones, lo scrittore, girò attorno all'argomento. Io tornai indietro e rilessi i miei Infinity, Inc. e sebbene Todd uscisse con le donne, era sempre confuso. Andreyko disse che la DC fu incoraggiante, perché voleva un "personaggio gay visibile" e che c'era "un vuoto generale nel DCU che andava esplorato". Anche Geoff Johns, da tempo scrittore di JSA, dichiarò il proprio sostegno all'idea.

## Altre versioni
Nell'ultimo numero di 52, viene svelato un nuovo multiverso, originariamente consistente di 52 realtà identiche. Tra le multiple realtà parallele mostrate ce n'è una chiamata "Terra-2". Come risultato del "mangiare" di Mr. Mind in questa realtà, prende le sembianze simili alla Terra-2 pre-crisi, includedo Obsidian tra i membri della Justice Society of America. I nomi dei personaggi e del team non vengono menzionati nella vignetta in cui appaiono.
Nella nuova Terra-9, una versione di Obsidian può trasformarsi in una pietra vivente.
In Kingdom Come, Obsidian è raffigurato come uno dei membri degli Outsiders di Batman. In apparenza somiglia all'Ombra.

## Altri media
- Obsidian appare in un breve cameo nella serie animata Justice League Unlimited in cui è un membro dell'eponima Justice League. Dato che non ha battute nella puntata, non è possibile riconoscerne le origini, o se Alan Scott esista in quell'Universo. Quella versione di Obsidian fu anche una figura ludica appartenente alla Justice League Unlimited.
- Appare anche più volte nella seconda stagione di Legends of Tomorrow, facendo parte dell'attuale Justice Society of America nel 1942.
- Nella quinta stagione di "Supergirl" la "Obsidian" è una società che produce lenti a contatto per la realtà virtuale aumentata.